# A Grace klinika
A Grace klinika (Grey's Anatomy) amerikai orvosi dráma, alkotója Shonda Rhimes. A sorozat 2005. március 27-én indult az Egyesült Államokban az ABC-n, azóta huszonegy évad jelent meg. Magyarországon 2006. január 10-én debütált a sorozat. A sorozat gyakornokok, rezidensek és mentoraik életét követi a fiktív Seattle Grace Kórházban Seattle-ben, Washington államban. A nézők nemcsak az orvosok képzését követhetik nyomon, hanem magánéletükbe is betekinthetnek. Annak ellenére, hogy a sorozat Seattle-ben játszódik, Los Angelesben forgatják.
A Doktor Addison című spin-off sorozat 2007. szeptember 27-én indult, főszereplője Addison Montgomery (Kate Walsh). Eddig négy filmzenealbum jelent meg, amelyeket a sorozatban szereplő zeneszámokból állítottak össze; sőt kiadtak egy, a sorozaton alapuló videójátékot is. Az összes eddigi évad megjelent DVD-n; a negyedik, az ötödik és a hatodik évad Blu-ray-en is megvásárolható. 2010. május 17-én indult a sorozat egy kolumbiai verziója A Corazón Abierto címmel a kolumbiai RCN TV-n és az amerikai Telemundo csatornán.
A sorozat kereskedelmi és kritikai sikereket is szerzett. Magas nézettséget ért el, az első epizódot 16,25 millióan nézték az Egyesült Államokban, az évad fináléját pedig 22,22 millióan. A második és a harmadik évad még jobb értékeléseket kapott – az átlagos nézettség 19 millió körül volt –, habár ezek kissé rosszabbak lettek a negyedik, ötödik és hatodik évadra. A sorozat – különösen a második és a harmadik évad alatt – számos díjat nyert, többek között egy Golden Globe-díjat mint a legjobb tévésorozat (dráma) 2006-ban, és két Emmy-jelölést ugyanebben a kategóriában 2006-ban és 2007-ben. Még számos más díjat és jelölést kaptak a színészek, az írók és a rendezők. A sorozat eddig három Emmy-díjat nyert.

## A háttér
Az eredeti cím (Grey's Anatomy) egy anatómiai könyvre, a Gray Anatómiájára (Gray's Anatomy) és a főszereplő, Meredith Grey nevére utal, míg a magyar cím a kórházéra. A sorozatpremier előtt bejelentették, hogy a sorozat nevét Complicationsre (Komplikációk vagy Bonyodalmak) változtatják, bár ez végül nem történt meg.
A Fisher Communications Seattle-i központját, a Fisher Plazát, és a Fisherhez tartozó szintén Seattle-i KOMO rádió és televízió állomásokat a Seattle Grace Kórház külső filmezéséhez használják, csakúgy, mint a KOMO-TV helikopter leszállóhelyét a légimentős leszállásokhoz. Így a Seattle Grace Kórház kedvezően a helyi látványosságokhoz közel került, mint például a Space Needle-hez, a Seattle Monorailhez (egysínű vasút) és még más látványosságokhoz. Azonban a Seattle Grace legtöbb külső és számos belső filmezése nem Seattle-ben történik; ezeket a jeleneteket a Sepulveda Ambulatory Care Centerben, a Kalifornia állami North Hillsben forgatják, amely Los Angeles egyik kerülete.
A Grace klinika a benne elhangzó zeneszámok népszerűségén általában nagyot lendít. De az is kiemel egyes számokat, amikor a címeiket egy epizód címéhez használják fel: a sorozat első epizódja a The Beatles "A Hard Day's Night" című számát emelte ki. Emiliana Torrini írt egy eredeti zenedarabot az egyik epizódnak, míg más előadók, mint például Taylor Swift is, jogot adtak, hogy egy új albumuk számát használják fel a sorozatban. A The Fray együttes "How to Save a Life" című számát háromszor annyian vásárolták meg, miután azt használták a sorozatban, míg Lenka "Trouble Is a Friend" című számának digitális letöltései hasonlóan növekedtek, miután a szám szerepelt egy epizódban. A Snow Patrol ír együttes is sokkal kedveltebb és sikeresebb lett a Grace klinikában szereplő "Chasing Cars" című számával. A frontember, Gary Lightbody nem rajongója a sorozatnak, és kezdetben bizonytalan volt, hogy megadja-e az engedélyt a szám felhasználásához, de azóta elismerte, hogy a népszerűsítés pozitív eredményt hozott.

### Doktor Addison
2007. február 21-én a The Wall Street Journal bejelentette, hogy az ABC készít egy Grace klinika-spin-offot, Addison Montgomery karakter főszereplésével. 2007. május 3-án debütált az új spin-off rejtett pilotja a Grace klinika kétrészes epizódjaként. Ezt a két epizódot Magyarországon az RTL 2008. május 20-án és 27-én adta le. Az ABC május 11-én vette fel hivatalosan a Doktor Addisont (Private Practice) 2007 őszére. A sorozat premiere 2007. szeptember 26-án volt az ABC-n, és az első évad kilenc epizódját 2007 őszén sugározták szerda esténként, a keleti parti idő szerint 9 órakor. Az RTL a sorozat első részét 2008. június 10-én adta le

### 19-es körzet
A 19-es körzet (eredeti cím: Station 19) 2018-ban bemutatott amerikai televíziós sorozat, A Grace klinika című sorozat spin-offja. A sorozat alkotója Stacy McKee, a történet pedig egy tűzoltóörs életét követi nyomon. A főszereplők közt megtalálható Jaina Lee Ortiz, Jason George, Grey Damon, Barrett Doss és Alberto Frezza.
A sorozatot az Amerikai Egyesült Államokban az ABC mutatta be 2018. március 22-én, Magyarországon az AXN kezdte adni 2019. szeptember 30-án.

## Szereplők

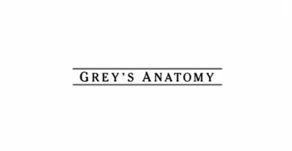
A Grace klinika főcíme

### Régebbi szereplők
| Szereplő           | Színész             | Mettől-meddig?                                     | Magyar hang                                                    | Foglalkozás                                              |
| ------------------ | ------------------- | -------------------------------------------------- | -------------------------------------------------------------- | -------------------------------------------------------- |
| Cristina Yang      | Sandra Oh           | 1x01-10x24                                         | Kerekes Andrea                                                 | Szívsebész-szakorvos                                     |
| Izzie Stevens      | Katherine Heigl     | 1x01-6x12                                          | Mezei Kitty                                                    | Sebészeti gyakornok, majd rezidens                       |
| Alex Karev         | Justin Chambers     | 1x01-16x16                                         | Tóth Roland                                                    | Gyermeksebész-szakorvos                                  |
| George O’Malley    | T. R. Knight        | 1x01-5x24,17x04                                    | Seszták Szabolcs                                               | Sebészeti gyakornok, majd rezidens                       |
| Preston Burke      | Isaiah Washington   | 1x01-3x25,10x22                                    | Láng Balázs                                                    | Szívsebész, érsebész                                     |
| Derek Shepherd     | Patrick Dempsey     | 1x01-11x24, 17x13                                  | Rajkai Zoltán                                                  | Idegsebész-szakorvos                                     |
| Addison Montgomery | Kate Walsh          | 1x09-3x25, 18x03-18x04, 18x16, 19x03, 19x05, 19x11 | Dudás Eszter                                                   | Szülész-nőgyógyász, koraszülött specialista Magzatsebész |
| Callie Torres      | Sara Ramírez        | 2x19-12x24                                         | Braun Rita                                                     | Ortopédsebész-szakorvos                                  |
| Mark Sloan         | Eric Dane           | 2x18-9x01,17x10                                    | Szabó Sipos Barnabás (2-5. évad) Haás Vander Péter (5-9. évad) | Fül-orr-gégész, plasztikai sebész                        |
| Erica Hahn         | Brooke Smith        | 2x25-5x07                                          | Udvarias Anna                                                  | Szívsebész                                               |
| Lexie Grey         | Chyler Leigh        | 3x24-8x24,17x10                                    | Huszárik Kata                                                  | Sebészeti gyakornok, majd rezidens                       |
| Arizona Robbins    | Jessica Capshaw     | 5x11-14x24, 20x04                                  | Kökényessy Ági                                                 | Gyermeksebész-szakorvos, magzatsebész                    |
| Shane Ross         | Gaius Charles       | 9x01-10x24                                         |                                                                | Sebész rezidens                                          |
| Stephanie Edwards  | Jerrika Hinton      | 9x01-13x24                                         |                                                                | Sebész rezidens                                          |
| Leah Murphy        | Tessa Ferrer        | 9x01-13x13                                         | Kapu Hajni                                                     | Sebész rezidens                                          |
| Andrew DeLuca      | Giacomo Gianniotti  | 11x24-17x09                                        | Gacsal Ádám                                                    | Sebész rezidens                                          |
| Carina DeLuca      | Stefania Spampinato | 14x01-20x07                                        |                                                                | Szülész-nőgyógyász                                       |
| Margaret Pierce    | Kelly J. McCreary   | 10x23-19x20, 20x09                                 | Solecki Janka                                                  | szívsebész-szakorvos                                     |
| Jackson Avery      | Jesse Williams      | 6x05-17x17, 19x05, 21x01                           | Dányi Krisztián                                                | plasztikai sebészet vezetője                             |
| April Kepner       | Sarah Drew          | 6x05-14x24, 18x20                                  | Madarász Éva                                                   | Traumatológus-szakorvos                                  |
| Nathan Riggs       | Martin Henderson    | 12x06-14x05                                        | Hamvas Dániel                                                  | Szívsebész                                               |
| Thomas Koracick    | Greg Germann        | 14x03-18×11                                        | Dolmány Attila                                                 | főorvos, idegsebész                                      |
| Cormac Hayes       | Richard Flood       | 16x09-18×10                                        | Pál Tamás                                                      | gyermeksebészet vezetője                                 |
| Niko Kim           | Alex Landi          | 15x01 - 20x03                                      |                                                                | Ortopéd sebész rezidens                                  |
| Levi Schmitt       | Jake Borelli        | 14x01-21x07, 21x17                                 | Joó Gábor                                                      | Gyermek sebész rezidens                                  |

A sorozat az egyes sebészeti gyakornokok, rezidensek és a mentoraikként szolgáló orvosok életére fókuszál. A producerek a szereposztásnál nem vették figyelembe a bőrszínt, így ilyen szempontból egészen változatos a szereplőgárda. Az öt karakter, akiket elsőnek választottak ki gyakornoknak: Meredith Grey (Ellen Pompeo), Alex Karev (Justin Chambers), George O'Malley (T. R. Knight), Izzie Stevens (Katherine Heigl) és Cristina Yang (Sandra Oh). Az első évük után rezidensekké fejlődnek a sebészeti programban. Kezdetben Miranda Bailey (Chandra Wilson) a mentoruk. Ő egy általános sebész, aki a kórház vezető rezidense lesz, majd később felettes általános sebész. A sebészeti programot Richard Webber (James Pickens, Jr.), a sebészeti főnök vezeti, akinek korábban viszonya volt Meredith anyjával, amikor a lány még csak gyerek volt. Webbernek dolgozik két felettes orvos, Derek Shepherd (Patrick Dempsey) idegsebész és Preston Burke (Isaiah Washington) szívsebész. Derek Meredith szerelme lesz, Preston pedig Cristinával kezd kapcsolatot.
Az első évad végén megjelenik Addison Montgomery (Kate Walsh) szülész-nőgyógyász és újszülött sebész, majd a második évadban Mark Sloan (Eric Dane) plasztikai sebész és Callie Torres (Sara Ramírez) ortopéd sebész. Addison Derek felesége, aki Seattle-be jön, hogy kibéküljön vele. Mark egykor Derek legjobb barátja volt, ő tette tönkre Derek házasságát, mivel viszonya volt Addisonnal. Callie George szerelme lesz, akivel később összeházasodik, de végül elválnak. Addison a harmadik évad után elhagyja a sorozatot, mert a karakter átkerül a spin-offba, de azért alkalmanként visszatér vendégszerepekre a Grace klinikába. A harmadik évad utolsó epizódjában megjelenik Meredith húga, Lexie Grey (Chyler Leigh). Ebben az epizódban távozik Burke a sorozatból, miután Cristinát az oltárnál hagyta.
Erica Hahn (Brooke Smith) szívsebész főszereplővé válik a negyedik évadban, miután visszatérő szereplő volt a második és harmadik évadban. Az ötödik évad közben Hahn távozik a sorozatból. Két új karakter jelenik meg: Owen Hunt (Kevin McKidd) baleseti sebész és Arizona Robbins (Jessica Capshaw) gyermeksebész. Owen Cristina szerelme lesz, míg Arizona Callie-vel fog kapcsolatot kezdeni. Az ötödik évad visszatérő szereplőként bemutatja Sadie Harrist, aki évekkel ezelőtt Meredith jó barátja volt. Eleinte úgy volt, hogy Sadie is rendszeres szereplő lesz, de a karakterét végül kiírták a sorozatból.
A hatodik évadban meghal George O'Malley, és Izzie kilép a sorozatból, mert megromlik a kapcsolata Alexszel. Megjelenik Teddy Altman (Kim Raver) szívsebész Owen múltjából, és később főszereplő lesz. Számos visszatérő szereplő feltűnik, amikor a Seattle Grace-t összevonják a Mercy West Kórházzal. Reed Adamson (Nora Zehetner), Jackson Avery (Jesse Williams), April Kepner (Sarah Drew) és Charles Percy (Robert Baker) rezidensek mind átmennek a Seattle Grace-be. Megjelenik Dr. Ben Warren (Jason George), akivel Bailey lesz kapcsolatban. A hatodik évad fináléjában Baker és Zehetner színészek elhagyják a sorozatot, miután a karaktereik életüket vesztik egy halálos lövöldözés következtében; csak Drew és Williams váltak főszereplővé a hetedik évadra. Amikor a sorozat alkotóját, Shonda Rhimest megkérdezték, hogy lesznek-e még új főszereplők a sorozatban, azt válaszolta, hogy már így is túl sok főszereplő van.

### Távozások

#### Isaiah Washington
2006 októberében Isaiah Washington állítólag sértő megjegyzéseket tett T. R. Knightra, miközben Patrick Dempsey-vel vitázott a forgatások alatt. Ezek után Knight bevallotta, hogy homoszexuális, mivel már a médiának is voltak erről elméletei. A Gay & Lesbian Alliance Against Defamation (GLAAD) Washingtont bocsánatkérésre szólította fel. 2007. június 7-én az ABC bejelentette, hogy úgy döntöttek, nem hosszabbítják meg Washington szerződését a sorozattal. Washington azt nyilatkozta, hogy elszomorította az elbocsátása. Azt mondta, hogy ha arra kérnék, hogy tegyen egy cameo-megjelenést a sorozatban, rögtön igent mondana. Egy Washingtonról készült kép szerepelt "Az igazság órája" (The Becoming) című 2008. május 9-ei epizódban, melyben a kép egy újságcikkben volt benne. Miután ezt az epizódot leadták, Washington ügyvédje, Peter Nelson kapcsolatba lépett az ABC-vel és a SAG-vel (Screen Actors Guild), és az ügyfele képének használatát törvénytelennek nyilvánította. Washington sajtósa, Howard Bragman azt hangsúlyozta a Hollywood Reporternek, hogy "joguk van ahhoz, hogy előhozzák a karakter történetét, de ahhoz nincs, hogy a képét is", és arra számított, hogy ez "pénzügyi lerendezést" fog eredményezni.

#### Brooke Smith
2008. november 3-án az Entertainment Weekly-nek dolgozó Michael Ausiello hírül adta, hogy Erica Hahn távozni fog a Grace klinikából november 6-án. Rhimes azt nyilatkozta, hogy Brooke karakterét nem találták eléggé varázslatosnak és izzónak hosszú távon. Az E! Online-nak dolgozó Kristin Dos Santos azt állította, hogy Smith elbocsátását az ABC erőltette, hogy a Grace klinikát megpróbálja elterelni a homoszexuális kapcsolatoktól. Brooke Smith, mikor Michael Ausiello meginterjúvolta, ezt nyilatkozta: "Nagyon izgatott voltam, amikor elmondták nekem, hogy Erica és Callie kapcsolatot fognak kezdeni. És igazán reméltem, hogy meg fogjuk mutatni, mi történik akkor, ha két nő beleszeret egymásba, és hogy úgy fogják kezelni, mint bármelyik heteroszexuális pár a tévében. Így meglepődtem és nagyot csalódtam, amikor csak hirtelen közölték velem, hogy többé nem tudnak írni a karakteremről. [...] nagyon váratlan volt."

#### T. R. Knight
2009. május 27-én az E! Online-nak dolgozó Marc Malkin bejelentette, hogy Knight nem fog visszatérni a Grace klinika hatodik évadjába. Knight azt nyilatkozta, hogy a fejlemények és a karaktere, George kevés szereplése miatt kérte a szerződése felbontását 2008 decemberében. Volt egy rajongó-elmélet, mely szerint egy másik színész fogja átvenni George szerepét, miután súlyos arci sérüléseket szenvedett az ötödik évad fináléjában, de a New York Daily News egyik írója bejelentette, hogy "a karaktere, Dr. George O'Malley halott". Rhimes azt nyilatkozta, hogy George hiánya előre átgondolt volt, hogy fokozzák a közönség sokkját a fináléban, és azt mondta, hogy Knightot "hihetetlenül tehetséges színésznek" tartja. 2009. június 17-én megerősítették, hogy Knight szerződését hivatalosan is felbontották.

#### Katherine Heigl
2010. március 11-én az Entertainment Weekly hírül adta, hogy Heigl nem jelent meg a forgatáson, amikor kellett volna, a "szülési" szabadsága után. Később bejelentették, hogy Heigl egyáltalán nem fog visszatérni a sorozatba, ami azt jelentette, hogy a 2010. január 10-ei epizódban volt Izzie utolsó megjelenése. Heigl hivatalosan 2010. március 24-én erősítette meg a távozását. Azt mondta, hogy nem a filmes karrierje miatt döntött a távozás mellett, hanem csak a családjával akart több időt tölteni.

#### Chyler Leigh
Chyler Leigh Dr. Lexie Grey-t alakította a sorozatban, ám a 8. évad fináléjában egy repülőbaleset következtében életét vesztette.

#### Kim Raver
Kim Raver Dr. Teddy Altmant alakította a sorozatban, aki a 8. évad fináléjában volt látható utoljára a sorozatban. Később a 14. évadban visszatér, és azóta is a stáb tagja.

#### Eric Dane
Eric Dane Dr. Mark Sloan-t alakította a sorozatban, ám a 8. évad fináléjában egy repülőbaleset következtében megsérült, elvesztette élete szerelmét Lexit, majd a 9. évad első részében kiderült, hogy nagyobbak voltak a sérülései, mint gondolták, kómába esett, végül meghalt.

## Évadok

### Első évad: 2005
Az első évadot 2005. március 27-én sugározták először, és 2005. május 22-én fejezték be. Az évadot 14 epizódosra tervezték, de a tévécsatorna lerövidítette kilenc epizódra, és a többit a második évadba tette át. Az évad úgy kezdődik, hogy Meredith gyakornoknak áll a Seattle Grace Kórházban. Elsősorban a gyakornokok gyakornokságának első néhány hetét követhetjük végig, például azt, hogy Miranda Bailey hogyan irányítja őket, Meredith és Derek hogyan kezdenek kapcsolatot, és Meredith hogyan kezeli anyja Alzheimer betegségét. Mellékcselekményként láthatjuk Burke rivalizálását Derekkel, és kapcsolatát Cristinával, Izzie igyekezetét, hogy őt is tiszteljék, és hogy eltitkolja a múltját. Megtudhatjuk, George hogyan lesz szerelmes Meredithbe, és hogyan kezeli az Oliviával való kapcsolatát. Richard múltjából is előkerülnek a titkai. Az évad Derek elidegenedett felesége, Addison érkezésével végződik.

### Második évad: 2005–2006
A második évadot 2005. szeptember 25-én adták le először, majd 2006. május 14-én fejezték be. Az évad 27 epizódos lett, az első öt epizód eredetileg az első évadban volt. "A nap hőse" (Bring the Pain) című epizód, ami a sorozat 14. epizódja, az első évad fináléja lett volna. A második évad Meredith és Derek kapcsolatára fókuszál, ami váratlanul megszakad, amikor kiderül, hogy Derek házastársa Addison Montgomery újszülött sebész. Izzie és Alex kapcsolatot kezdenek, aminek gyorsan vége lesz, amikor Izzie beleesik Denny Duquette szívbeteg páciensbe. Bailey terhes lesz, és többet megtudunk a magánéletéről.

### Harmadik évad: 2006–2007
A harmadik évadot csütörtök esténként sugározták először 2006. szeptember 21-étől 2007. május 17-éig. Az évad arra fókuszált, hogy Izzie hogyan igyekszik túljutni Denny-n, Meredith hogyan választ Derek és az új barátja, Finn között, és hogy Burke lőfegyver okozta sérülésének milyen következményei lesznek. Az évad megmutatja, hogyan harcol a Sebészet Főnöke címért négy felettes sebész, és hogyan küzdenek a Vezető Rezidens címért a rezidensek. Ahogy az évad véget ér, Burke lefújja az esküvőjét, Webber főnök marad a Sebészet Főnöke, Callie-t kinevezik Vezető Rezidensnek, és George rájön, hogy megbukott a gyakornoki vizsgán. Meredith és Derek kapcsolata, csakúgy mint a szerelmi háromszög Callie, George és Izzie között, eldöntetlen marad. Addison úgy dönt, hogy új életet kezd Los Angelesben, így a karakter a Doktor Addison című új spin-off sorozatba kerül át.

### Negyedik évad: 2007–2008
A negyedik évad 2007. szeptember 27-én kezdődött. Mivel Rhimesnak a Grace klinikában és a Doktor Addisonban is voltak produceri felelősségei, a mindennapos sorozat körüli kötelességeket a sorozat írójának és producerének, Krista Vernoffnak engedte át. Erica Hahn vette át Burke helyét a szívsebészet vezetőjeként. Miután Chyler Leigh vendégszereplőként jelent meg a harmadik évad fináléjában Lexie Grey-ként, a negyedik évadban már rendszeres szereplőként tért vissza mint Meredith gyakornok féltestvére. Negyedik évadi vendégszereplő volt Seth Green (a Buffy, a vámpírok réme című sorozatból ismerhetjük), aki egy kétrészes epizódban szerepelt. Lauren Stamile egy Rose nevű műtősnővért játszott, aki Derekkel járt egy rövid ideig. Úgy tervezték, hogy Joshua Jackson (a Dawson és a haverok egyik főszereplője volt) orvosként fog több epizódban játszani, az első megjelenése pedig az évad tizenegyedik epizódjában lett volna. Jackson szereplését eltörölték a 2007/2008-as írósztrájk miatt. Kate Walsh Addison Montgomery-ként tért vissza a "Kétségek között" (Piece of My Heart) című május 1-jei epizódban.
2008. február 20-án megerősítették, hogy a Grace klinika 2008. április 24-én fog visszatérni öt új epizóddal. A "Stréberek" (Where the Wild Things Are) volt az első epizód az írósztrájk után. A két epizódos "Az utolsó kísérlet" (Freedom) című finálét 2008. május 22-én adták le. A finálé középpontjában a Meredith magánéletében bekövetkező áttörés állt, amely Lexie-vel, Derekkel és az anyjával is kapcsolatos volt. Meredith és Lexie apja, Thatcher Grey visszatér a kórházba, a felesége halála miatt letörve és ittasan. Meredith és Derek páciensek agytumorjain hajt végre klinikai kísérleteket. Az összes pácienst elveszítik, kivéve egyet, akinek a barátja pont előtte halt meg a műtőben. Miután végre sikert arattak, Meredith újra összejön Derekkel. Majdnem az összes szereplő csókolózott valakivel a finálé végén: Meredith Derekkel, George Lexie-vel, Richard Adele-lel, Alex Izzie-vel és Erica Callie-vel. Hogy felkészüljenek a homoszexuális történetszálra, ami az ötödik évadban folytatódott, a Grace klinika stábja a GLAAD-del (Gay & Lesbian Alliance Against Defamation) konzultált.

### Ötödik évad: 2008–2009
Az ötödik évad egy kétórás epizóddal kezdődött 2008. szeptember 25-én. Azt pletykálták, hogy a sorozat két főszereplője, T. R. Knight és Katherine Heigl el akarják hagyni a sorozatot, miután Heigl nem engedte, hogy Emmy-díjra jelöljék a sorozatban nyújtott alakításáért, és azt beszélték, hogy T.R. Knight és Shonda Rhimes viszonya kissé feszült lett. Az OK! magazin bejelentette, hogy Katherine Heigl marad a sorozatban, és hogy Kevin McKidd és Melissa George csatlakozott a sorozathoz. 2008. november 3-án hírül adták, hogy Brooke Smith-t (Erica Hahn) kiírták a sorozatból. Még ez előtt meghirdették, hogy Mary McDonnell szerepelni fog a sorozatban Virginia Dixonként, aki egy Asperger-szindrómában szenvedő szívsebész. Arról is beszámoltak, hogy Melissa George nem fog maradni a sorozatban, és a sorozatban való szereplése véget fog érni, miuán a karaktere, Sadie Harris úgy dönt, hogy elhagyja a kórházat.
2008. november 6-án a TV Guide beszámolt arról, hogy a Grace klinika készít egy több epizódos crossovert a Doktor Addisonnal, ami februárban kerül a képernyőre.
Az évad Mark Sloan és Lexie Grey kapcsolatára fókuszált, amelyet Mark Derek figyelmeztetése ellenére folytat. Középpontban álltak Meredith anyjának rezidenskori naplói is, melyeket Meredith fedez fel. Az évad közepe felé Lexie és gyakornoktársai különböző eljárásokat hajtanak végre egymáson. Meredith egy régi barátja, Sadie is megjelenik, Denny Duquette pedig visszatér Izzie Stevens hallucinációjaként, és Izzie később rájön, hogy beteg. A rezidensek pedig egymással harcolnak, hogy elsőként hajthassanak végre önálló műtétet.
2009. február 26-án az Entertainment Weekly bejelentette, hogy Jessica Capshaw aláírt egy szerződést az ABC-vel, amely szerint az ötödik évad visszalevő részeiben Arizona Robbins gyermeksebész szerepében visszatérő szereplőként, a következő évadban pedig rendszeres szereplőként jelenik meg.

### Hatodik évad: 2009–2010
2009. április 23-án az ABC felvette a Grace klinikát a 2009/2010-es televíziós évadra. A hatodik évad első epizódját 2009. szeptember 24-én, csütörtökön adták le az USA-ban. T. R. Knight ebben az évadban már nem szerepelt, míg Jessica Capshaw korábbi visszatérő szereplő rendszeres szereplővé vált. Katherine Heigl szerződést írt alá még egy évadra. Ez volt az első olyan évad, mely néhány epizódban egyes karakterekre fókuszált: például Derekre az "Utolsó esély" (Give Peace a Chance) című epizódban, Arizonára a "Nagylelkű adomány" (Invest in Love) című epizódban, Owenre "Az út vége" (Suicide Is Painless) című epizódban és Alexre "A kistesvér" (Sympathy for the Parents) című epizódban.
A hatodik évad számos új rezidenst mutatott be, mivel a Seattle Grace Kórházat összevonták a Mercy West Kórházzal. Az új rezidensek egyike volt Dr. Reed Adamson (Nora Zehetner); Dr. Jackson Avery (Jesse Williams), akinek a nagyapja a híres Harper Avery; Dr. Charles Percy (Robert Baker); és Dr. April Kepner (Sarah Drew), akit kirúgtak a kórházból a hatodik epizódban, majd vissza is vettek a tizenharmadik epizódban. Kim Raver csatlakozott a sorozathoz 2009. november 12-én Dr. Teddy Altman szívsebészként, aki az iraki háborúban együtt szolgált Dr. Owen Hunttal. 2010. január 4-én jelentették be, hogy Raver rendszeres szereplő lett. 2010. január 14-én újabb Grace klinika/Doktor Addison crossovert adtak le az USA-ban.
Izzie Stevens többé nem fog visszatérni a Seattle Grace Mercy West Kórházba, mivel Katherine Heigl felbontotta a szerződését. Heigl azért kérte a szerződése felbontását, hogy több időt tölthessen az örökbefogadott kislányával, Naleigh-vel. Így a hatodik évad 12. epizódja jelentette Katherine Heigl utolsó megjelenését a sorozatban. 2010. április 8-án hirdették meg, hogy Mandy Moore énekes vendégszerepelni fog a 6. évad fináléjában.

### Hetedik évad: 2010–2011
A Grace klinika hetedik évadját május 14-én vették fel a 2010/2011-es televíziós évadra, és 2010. szeptember 23-án tért vissza a képernyőre. Jesse Williams és Sarah Drew, akik Dr. Jackson Avery-t és Dr. April Kepnert játszották a hatodik évadban, rendszeres szereplők lettek a hetedikben. James Tupper csatlakozott a sorozathoz Dr. Andrew Perkins trauma tanácsadóként, három epizódban szerepelt. A Doktor Addison legújabb főszereplője, Caterina Scorsone, aki Amelia Shepherdöt alakítja, szerepelt az évad harmadik epizódjában. Shonda Rhimes a twitterén erősítette meg, hogy a Grace klinikának és a Doktor Addisonnak is 22 epizódja lesz a 2010/2011-es televíziós évadban. Március 31-én egy musical epizódot sugároztak, amelyben néhány, a sorozatban korábban szereplő dalt énekeltek a szereplők.

### Nyolcadik évad: 2011–2012
A Grace klinika nyolcadik évadját felvették a 2011/2012-es televíziós évadra, 2011. szeptember 22-én debütált. Ez az évad Meredith Grey (Ellen Pompeo) és Derek Shepherd (Patrick Dempsey) történetét követi, miközben megpróbálják megmenteni házasságukat és örökbe fogadni Zolát, miután Meredith az előző szezonban megzavarta Derek Alzheimer -kór kutatását. Miranda Bailey (Chandra Wilson) is küzd azért, hogy megbocsásson Meredithnek. Richard Webber (James Pickens, Jr.) vállalja a felelősséget Meredithért, és lemond a sebészeti főnök szerepéről, és Owen Hunt (Kevin McKidd) veszi át a helyét. Cristina Yang (Sandra Oh) úgy dönt, hogy abortuszt végez, és ellentmondásba hozza Hunthoz fűződő kapcsolatát. Callie Torres (Sara Ramirez) és Arizona Robbins (Jessica Capshaw) együtt nevelik gyermeküket Mark Sloannal (Eric Dane), aki továbbra is próbálja megmenteni kapcsolatát Lexie Grey-el (Chyler Leigh). Alex Karev (Justin Chambers) azon rágódik  hogy elmondja -e Owennek, hogy Meredith megbabrálta az Alzheimer- kutatást.  Teddy Altman (Kim Raver) hozzámegy Henry Burtonhoz (Scott Foley), aki később szívbetegségben meghal. Az évas utolsó részében repülőgép balesetet szenvednek.

### Kilencedik évad: 2012–2013
A Grace klinika kilencedik évadját felvették a 2012/2013-as televíziós évadra, 2012. szeptember 27-én debütált. A szezon a 8. évad repülőgép -balesetének következményeit követi, amely Lexie Grey (Chyler Leigh)  és  Mark Sloan (Eric Dane) életét követelte. . Derek Shepherd (Patrick Dempsey) kétségbe vonja sebészi karrierjét, miután súlyosan megsérült a keze a balesetben,  de Callie Torres ortopéd sebésznek (Sara Ramirez) végül sikerült megmentenie a kezét. A show főszereplője, Meredith Grey (Ellen Pompeo) féltestvére, Lexie elvesztésével foglalkozik, és később rájön, hogy terhes. Cristina Yang (Sandra Oh) súlyos sérüléseket szenved a balesetkor, és később úgy dönt, hogy folytatja ösztöndíját Minnesotában. Arizona Robbins (Jessica Capshaw), a repülőbaleset másik túlélője, hazatérve rájön, hogy amputálni kellett a lábát, hogy megmentse az életét. Rosszul reagál erre, keserűvé válik, és feleségét, Callie -t és korábbi barátját, Alex Karevet okolja (Justin Chambers). Annak érdekében, hogy az orvosok bírósági ügyét ne töröljék, Owen Hunt (Kevin McKidd) úgy dönt, hogy elválik Yangtól, de mindketten egyetértenek abban, hogy újra kezdik. A balesetért maga a kórház a felelős, és a jövője rendkívül kétséges, ami a baleset 4 túlélőjét és Torres -t a kórház megvásárlására készteti. Miranda Bailey (Chandra Wilson) hozzámegy Ben Warren-hez (Jason George), April Kepner (Sarah Drew) hazatér Ohio -ba, de Hunt visszahozza, hogy visszatérjen a kórházba, és April újrakezdi kapcsolatát Jackson Avery -vel (Jesse Williams).

### Tizedik évad: 2013–2014
A Grace klinika tizedik évadját felvették a 2013/2014-es televíziós évadra, 2013 szeptemberében debütált. Az évad elsősorban , Meredith-re (Ellen Pompeo) és az "ő személye", Cristina Yang (Sandra Oh) közötti kapcsolatra összpontosít, mivel mindketten különböző utakat járnak be karrierjük kapcsán, ami megfeszíti kapcsolatukat. Derek Shepherd (Patrick Dempsey) és Callie Torres (Sara Ramirez), aki miután elvált feleségétől, Arizona Robbins -tól (Jessica Capshaw), összeálltak a Fehér Házzal, és egy agytérképezési projekten dolgoztak. Miranda Bailey (Chandra Wilson) az emberi géneket feltérképező projekten vett részt. Yang és Owen Hunt (Kevin McKidd) fokozatosan viszik kapcsolatukat a bonyolult és fájdalmasról az igazi barátság felé. April Kepner (Sarah Drew) és Jackson Avery (Jesse Williams) elmenekül Kepner és a mentős Matthew Taylor (Justin Bruening) esküvője alatt. Yang Svájcba repül állásajánlatért, amirőbkiderül, hogy egykori mentora és vőlegénye Preston Burke (Isaiah Washington) kórházában van, mert Burke abba akarja hagyni és el akar költözni a családjával. Yang búcsút vesz az elmúlt 7 év kollégáitól, köztük Hunt-tól, és utoljára Meredith-szel táncolnak egy régi kedvenc dalukra.

### Tizenegyedik évad: 2014–2015
A Grace klinika tizenegyedik évadját felvették a 2014/2015-ös televíziós évadra, 2014 szeptemberében debütált.

### Tizenkettedik évad: 2015–2016
A Grace klinika tizenkettedik évadját felvették a 2015/2016-os televíziós évadra és várhatóan 2015 szeptemberében debütál.

## Fogadtatás

### Nézettségi adatok
Az alábbi táblázat a Grace klinika USA-beli nézettségét összesíti, epizódonkénti átlagnézőszám alapján, egy-egy évadra.
| Évad | Vetítési idő (ET) | Évad kezdete         | Évad vége       | Év      | Helyezés | Nézőszám (millió) |
| ---- | ----------------- | -------------------- | --------------- | ------- | -------- | ----------------- |
| 1    | Vasárnap 22:00    | 2005. március 27.    | 2005. május 22. | 2004–05 | #9       | 18,48             |
| 2    | Vasárnap 22:00    | 2005. szeptember 25. | 2006. május 15. | 2005–06 | #5       | 21,07             |
| 3    | Csütörtök 21:00   | 2006. szeptember 21. | 2007. május 17. | 2006–07 | #8       | 22,32             |
| 4    | Csütörtök 21:00   | 2007. szeptember 27. | 2008. május 22. | 2007–08 | #10      | 17,67             |
| 5    | Csütörtök 21:00   | 2008. szeptember 25. | 2009. május 14. | 2008–09 | #12      | 15,18             |
| 6    | Csütörtök 21:00   | 2009. szeptember 24. | 2010. május 20. | 2009–10 | #17      | 13,25             |
| 7    | Csütörtök 21:00   | 2010. szeptember 23. | 2011. május 19. | 2010–11 | TBA      | 11,72             |

2010-ben Magyarország tizedik legnézettebb sorozata volt a 18-49 évesek körében.

### Díjak
A Grace klinika számos díjat nyert. Három Primetime Emmy-díjat kapott: 2006-ban Linda Lowy és John Brace szereposztó rendezők nyertek díjat "Legjobb szereposztás (drámai tévésorozat)" kategóriában; 2007-ben Katherine Heigl kapott Emmyt a "Legjobb női mellékszereplő (drámai tévésorozat)" kategóriában; 2010-ben pedig a sorozat sminkesei nyertek Emmyt "Legjobb smink (tévésorozat)" kategóriában ("Az út vége" című epizódért).
2005-ben Sandra Oh Golden Globe-díjat kapott "Legjobb női mellékszereplő (televíziósorozat, televíziós minisorozat vagy tévéfilm)" kategóriában, majd 2006-ban a sorozat nyert Golden Globe-ot "Legjobb drámai tévésorozat" kategóriában.
Sandra Oh 2006-ban Screen Actors Guild-díjat is nyert "Legjobb női szereplő (drámai tévésorozat)" kategóriában, majd Chandra Wilson ugyanezt a díjat nyerte meg 2007-ben. Abban az évben a színészek együtt is nyertek Screen Actors Guild-díjat "Legjobb szereplők (drámai tévésorozat)" kategóriában.
A Grace klinika négy NAACP Image-díjat nyert "Legjobb drámai tévésorozat" kategóriában 2006-tól 2009-ig. Ilyen díjat nyert még Isaiah Washington "Legjobb férfi szereplő (drámai tévésorozat)" kategóriában 2006-ban és 2007-ben, és Chandra Wilson "Legjobb női mellékszereplő (drámai tévésorozat)" kategóriában 2007-ben és 2008-ban. A színésznő 2009-ben is kapott ilyen díjat "Legjobb női szereplő (drámai tévésorozat)" kategóriában, és 2010-ben is "Legjobb rendező (drámai tévésorozat)" kategóriában. Shonda Rhimes is kapott 2010-ben NAACP Image-díjat "Legjobb forgatókönyv (drámai tévésorozat)" kategóriában.
2006-ban a Grace klinika nyert egy People's Choice-díjat "Legjobb drámai tévésorozat" kategóriában. Patrick Dempsey ezen a díjátadón nyert 2006-ban és 2007-ben "Legjobb férfi szereplő (tévésorozat)" kategóriában, és Katherine Heigl 2007-ben kapott díjat "Legjobb női szereplő (tévésorozat)" kategóriában, majd 2009-ben "Legjobb női szereplő (drámai tévésorozat)" kategóriában. Chandra Wilson pedig "Legjobb mellékszereplő" kategóriában nyert People's Choice-díjat 2007-ben.
A Grace klinika 2006-ban nyert egy Satellite-díjat "Legjobb szereplők (tévésorozat)" kategóriában, majd 2007-ben Ellen Pompeo kapott ilyen díjat "Legjobb női szereplő (drámai tévésorozat)" kategóriában. A sorozat 2005-ben "Legjobb új sorozat" kategóriában Writers Guild of America-díjat nyert.

## Kereskedelem

### DVD megjelenések
Az Egyesült Államokban és az Egyesült Királyságban a Walt Disney Studios Home Entertainment (korábban Buena Vista Home Entertainment) adja ki a Grace klinika évadjait DVD-n. Magyarországon az InterCom forgalmazza a DVD-ket.
| DVD neve | Megjelenés (Magyarország) | Megjelenés (USA)     | Megjelenés (Egyesült Királyság) | Epizódok | DVD-k száma |
| -------- | ------------------------- | -------------------- | ------------------------------- | -------- | ----------- |
| 1. évad  | 2007. november 7.         | 2006. február 14.    | 2006. július 10.                | 9        | 3           |
| 2. évad  | 2008. október 29.         | 2006. szeptember 12. | 2007. május 28.                 | 27       | 7           |
| 3. évad  | 2008. november 26.        | 2007. szeptember 11. | 2007. szeptember 15.            | 25       | 7           |
| 4. évad  | 2009. március 18.         | 2008. szeptember 9.  | 2009. november 23.              | 17       | 5           |
| 5. évad  | 2010. március 17.         | 2009. szeptember 15. | 2010. augusztus 23.             | 24       | 6           |
| 6. évad  | 2011. február 16.         | 2010. szeptember 14. | TBA                             | 24       | 6           |

### Zene
A sorozat főcíme a Psapp együttes "Cosy in the Rocket" című számából készült, és csak az első két évad elején látható. Szerepel a sorozat zenealbumán, melyet a Hollywood Records adott ki 2005. szeptember 27-én. Az epizódokban szereplő zeneszámokat Alexandra Patsavas választja ki, keveri, és ellenőrzi. Ezek a dalok megtalálhatóak a sorozat hivatalos honlapján. A második zenealbum, amelyen a sorozat második évadából vannak zeneszámok, 2006. szeptember 12-én jelent meg az USA-ban, ezt pedig a harmadik zenealbum követte a harmadik évadi dalokkal.

### Videójáték
2008 januárjában a Grace klinikából csináltak egy mobiljátékot a Gameloft videójáték-kiadó segítségével. 2009. január 7-én a Ubisoft bejelentette, hogy aláírt egy licenc szerződést az ABC-vel, hogy kifejlesszen egy videójátékot, amelynek alapjául a Grace klinika szolgál. A Wii-hez, Nintendo DS-hez és számítógéphez tervezett Grey’s Anatomy: The Video Game videójátékot 2009. március 10-én adták ki.

## Feldolgozások
2009 májusában a The CW hírül adta, hogy folyamatban volt egy valóságshow készítése, amelynek alapja az orvosi sorozat volt. 2010. április 26-án kezdődött a sorozat egy kolumbiai feldolgozása A Corazón Abierto címmel az RCN Televisión nevű tévécsatornán. A sorozat kiváló értékeléseket kapott. Az USA-ban 2010 májusában debütált a Telemundo csatornán.